# ماكسفيلد باريش

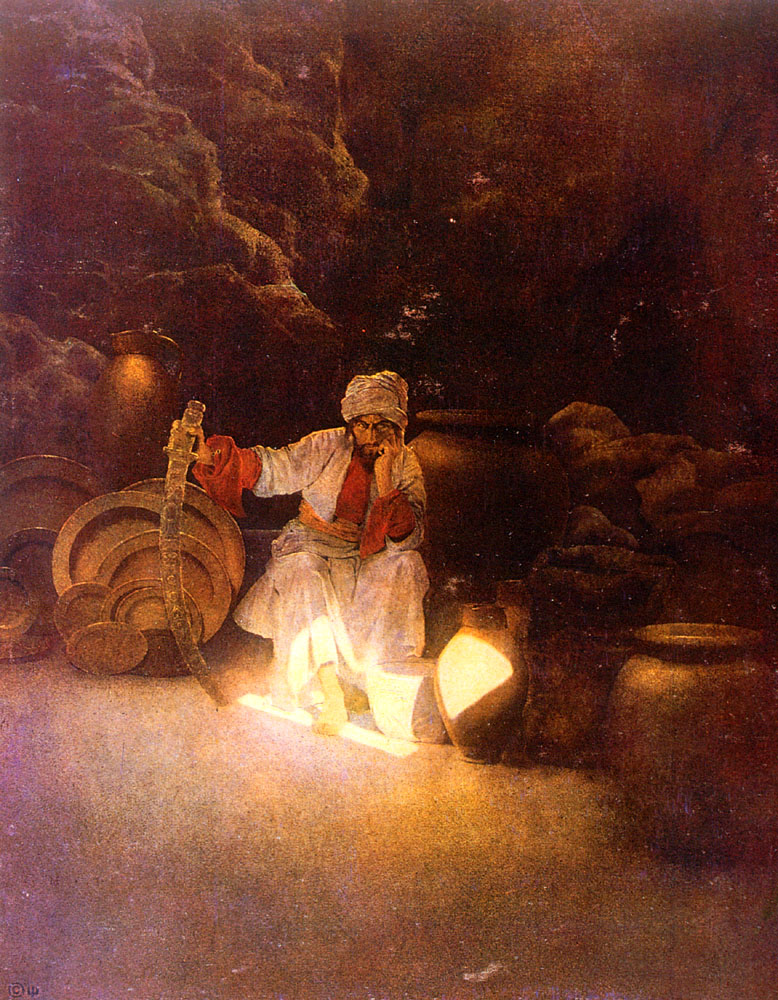
لوحة فنية لعلي بابا والأربعين حرامي رسمها ماكسفيلد باريش عام 1909

ماكسفيلد باريش (بالإنجليزية: Maxfield Parrish)‏ (اسمه الحقيقي: فريدريك باريش 25 يوليو 1870 في فيلادلفيا، بنسيلفانيا - 30 مارس 1966 في كورنش، نيوهامشير) كان رساماً أمريكياً. عُرف بأعماله الخيالية وغير المادية.

## أدب
- لودفيغ كوي: ماكسفيلد باريش، نيويورك: واتسون غوبتل (1973)
- لورانس س. كاتلر وجودي غوفمان كاتلر: المتحف الوطني الأمريكي. ماكسفيلد باريش والصورة الأمريكية.

## وصلات خارجية
- ماكسفيلد باريش على موقع الموسوعة البريطانية (الإنجليزية)
- ماكسفيلد باريش على موقع إن إن دي بي (الإنجليزية)
- ماكسفيلد باريش على موقع ديسكوغز (الإنجليزية)
- سيرة عن ماكسفيلد باريش (باللغة الإنجليزية)